# Sveta Ana
Sveta Ana (Duits: Sankt Anna) is sinds 1998 een zelfstandige gemeente in Slovenië. De naam ("Heilige Anna") is direct ontleend aan de hier gelegen kerk van de Heilige Anna. De gemeentezeltel is gevestigd in Sveta Ana v Slovenskih Goricah.
De gemeente in de Sloveense regio Podravska telt 2282 inwoners (2002).

## Plaatsen in de gemeente
Dražen Vrh, Froleh, Kremberk, Krivi Vrh, Ledinek, Rožengrunt, Sv. Ana v Slovenskih Goricah, Zgornja Bačkova, Zgornja Ročica, Zgornja Ščavnica, Žice
Benedikt · Cerkvenjak · Cirkulane · Destrnik · Dornava · Duplek · Gorišnica · Hajdina · Hoče-Slivnica · Juršinci · Kidričevo · Kungota · Lenart · Lovrenc na Pohorju · Majšperk · Makole · Maribor · Markovci · Miklavž na Dravskem polju · Oplotnica · Ormož · Pesnica · Podlehnik · Poljčane · Ptuj · Rače-Fram · Ruše · Selnica ob Dravi · Slovenska Bistrica · Središče ob Dravi · Starše · Sveta Ana · Sveta Trojica v Slovenskih goricah · Sveti Andraž v Slovenskih goricah · Sveti Jurij · Sveti Tomaž · Šentilj · Trnovska vas · Videm · Zavrč · Žetale